# Gian Carlo Menotti
Gian Carlo Menotti (Cadegliano-Viconago, 7 juli 1911 - Monte Carlo, 1 februari 2007) was een Italiaans-Amerikaanse componist, muziekpedagoog, dirigent en librettist. Menotti was een muzikale duizendpoot. Naast componeren schreef hij ook libretto's, regisseerde hij en leidde operahuizen.

## Levensloop
Van 1923 tot 1927 studeerde hij aan het Conservatorio "Giuseppe Verdi" (Milaan) van Milaan. Hij emigreerde vervolgens naar de Verenigde Staten, waar hij van 1928 tot 1933 zijn studie vervolgde, bij Rosario Scaleri, aan het toen pas geopende Curtis Institute of Music in Philadelphia (tot 1955 was hij daar tevens compositiedocent). Al gauw maakte hij kennis met een andere componist Samuel Barber, die zijn levenspartner werd. In 1936 bezocht hij samen met Barber Oostenrijk en maakte naar aanleiding daarvan een satire op de Weense haute-bourgeoisie (Amelia al Ballo). 
Van 1943 tot 1973 woonden Barber en Menotti openlijk samen in een groot L-vormig landhuis ten noorden van New York.
In 1951 componeerde Menotti  de eerste speciaal voor tv geschreven kerstopera Amahl and the Night Visitors, waarmee hij grote bekendheid verwierf. Opera's als The medium (1946), The telephone (1947), The consul (1950) en The saint of Bleecker Street (1954) werden opgevoerd op Broadway. Voor de muziek van The consul en The Saint of Bleecker Street ontving Menotti een Pulitzerprijs voor muziek.
In 1958 richtte hij het Festival dei Due Mondi in Spoleto op, waar hij naast zijn eigen werken, ook werken van derden regisseerde. In 1977 kreeg dit initiatief een Amerikaanse evenknie met de oprichting van Spoleto USA in Charleston in de staat Zuid-Carolina. Menotti leidde dit festival tot 1993 toen hij muzikaal directeur werd van de Opera van Rome.
Toen er vele jaren later een einde aan zijn relatie met Barber kwam, verhuisde hij naar Schotland, waar hij een herenhuis betrok dat ontworpen was door Robert Adam, een teken van een succesvolle carrière.
Gian Carlo Menotti overleed in Monaco op 95-jarige leeftijd.

## Composities

### Werken voor orkest
- 1945 Concert in F majeur, voor piano en orkest
- 1951 Apocalisse, symfonisch gedicht
- 1952 Concert, voor viool en orkest
- 1975 Fantasia, voor cello en orkest
- 1976 Symfonie nr. 1 in a mineur "The Halcyon"
- 1983 Concert, voor contrabas en orkest

### Werken voor harmonieorkest
- Excerpts from "Sebastian" Ballet bewerkt door Lang
- Introduction, March, and Shepherds Dance
- Overture and Caccia bewerkt door Lang
- Suite from the opera, "Amahl and the night Visitors"
  1. Introduction
  2. March
  3. Shepherd’s Dance

### Muziektheater

#### Opera's
| Voltooid in      | titel                                                                                               | aktes       | première | libretto         |
| ---------------- | --------------------------------------------------------------------------------------------------- | ----------- | --- | ---------------- |
| 1936             | Amelia al ballo                                                                                     | 1 akte      | 1 april 1937, Philadelphia, Philadelphia Academy of Music (Engelse versie van George Meade) 4 april 1938, San Remo (Italiaanse versie) | van de componist |
| 1939             | The Old Maid and the Thief                                                                          | 14 scènes   | 22 april 1939, New York, NBC omroepgebouw (radioversie); 11 februari 1941, Philadelphia, Philadelphia Academy of Music (toneelversie)  | van de componist |
| 1941-1942        | The Island God                                                                                      | 1 akte      | 20 februari 1942, New York, Metropolitan Opera                                                                                         | van de componist |
| 1945; herz. 1947 | The Medium                                                                                          | 2 bedrijven | 8 mei 1946, New York, Columbia-universiteit Brander Matthew Hall                                                                       | van de componist |
| 1946             | The Telephone, or L'amour à trois                                                                   | 1 akte      | 18 februari 1947, New York, Hecksher Theatre                                                                                           | van de componist |
| 1949             | The Consul                                                                                          | 3 bedrijven | 1 maart 1950, Philadelphia, Schubert Theater                                                                                           | van de componist |
| 1951             | Amahl and the Night Visitors (geïnspireerd door de schilderij Tuin der lusten van Jheronimus Bosch) | 1 akte      | 24 december 1951, New York, NBC televisie (televisie versie); 21 februari 1952, Bloomington, Indiana University (toneelversie)         | van de componist |
| 1954             | The Saint of Bleecker Street                                                                        | 3 bedrijven | 27 december 1954, New York, Broadway theatre                                                                                           | van de componist |
| 1958             | Maria Golovin                                                                                       | 3 bedrijven | 20 augustus 1958, Brussel, Wereldtentoonstelling in 1958                                                                               | van de componist |
| 1960             | The Labyrinth                                                                                       |             | 1963 |                  |
| 1963             | The last Savage (Le dernier sauvage)                                                                | 3 bedrijven | 21 oktober 1963, Parijs, Opéra comique                                                                                                 | van de componist |
| 1964             | Martin's Lie (kerkopera)                                                                            | 1 akte      | 3 juni 1964, Bristol, kathedraal van Bristol in het kader van het Bath Festival                                                        | van de componist |
| 1968             | Help, Help, the Globolinks! (kinderopera)                                                           | 1 akte      | 21 december 1968, Hamburg | van de componist |
| 1971             | The most important Man                                                                              | 3 aktes     | 12 maart 1971, New York | van de componist |
| 1973             | Tamu Tamu                                                                                           | 2 bedrijven | 5 september 1973, Chicago | van de componist |
| 1976             | The Hero                                                                                            | 3 scènes    | 1 juni 1976, Philadelphia | van de componist |
| 1976             | The Egg                                                                                             | 3 taferelen | 15 juni 1976, Washington D.C. | van de componist |
| 1979             | La loca                                                                                             | 3 bedrijven | 3 juni 1979, San Diego | van de componist |
| 1982             | A Bride from Pluto                                                                                  |             | |                  |
| 1982             | The Boy Who Grew Too Fast (kinderopera)                                                             | 1 akte      | 24 september 1982, Wilmington | van de componist |
| 1986; herz. 1991 | Goya                                                                                                | 3 bedrijven | 11 november 1986, Washington D.C. | van de componist |
| 1988             | The Wedding                                                                                         |             | 1988, Seoel |                  |
| 1993             | The Singing Child                                                                                   | 1 akte      | 31 mei 1993, Charleston | van de componist |

#### Balletten
| Voltooid in | titel                                                                                        | aktes | première                         | libretto | choreografie |
| ----------- | -------------------------------------------------------------------------------------------- | ----- | -------------------------------- | -------- | ------------ |
| 1944        | Sebastian                                                                                    |       | 31 oktober 1944, New York        |          |              |
| 1956        | The Unicorn, the Gorgon and the Manticore, or The Three Sundays of a Poet, (Madrigaalballet) |       | 21 oktober 1956, Washington D.C. |          |              |

### Kamermuziek
- 1996 Trio, voor viool, klarinet en piano